# Поллуцит
Поллуцит, поллукс (англ. pollucite; нім. Pollucit m, Pollux m) — мінерал класу силікатів, алюмосилікат цезію та натрію каркасної будови. Група цеолітів. Важлива цезієва руда.

## Історія
Поллуцит вперше було знайдено в 1846 році у місцевості Сан-П'єро в Кампо на італійському острові Ельба німецьким мінералогом Августом Брайгауптоном.
Названий за ім'ям давньогрецького міфічного героя Поллукса.

## Загальний опис
Хімічна формула: (Cs, Na) [AlSi2O6]• 0,5Н2О або: (Cs,Na)2Al2Si4O12 • H2O.
Містить (%): Cs2O3 — 31,4; Na2O — 2,8; Al2O3 — 16,0; SiO2 — 47,0; H2O — 2,8.
Домішки: Rb2O3, K2O, Li2O, TiO2
Сингонія кубічна. Гексоктаедричний вид. Спайності немає. Форми виділення: кубооктаедричні кристали, зерна різних форм і розмірів, зливні і грубо- та тонкозернисті маси, схожі на агрегати кварцу або альбіту. Густина 2,7-3,0. Твердість 6,5-6,75. Безбарвний або білий, іноді прозорий («льодистий» поллуцит). Блиск скляний. Крихкий. Ізотропний. Відомий як гідротермальний мінерал у міаролітових порожнинах, а також у вигляді прожилків у гранітах і пегматитах. Утворює суцільну масу, псевдоморфози за петалітом, сподуменом. 
Асоціація: кварц, сподумен, петаліт, амблігоніт, лепідоліт, ельбаїт, каситерит, колумбіт, апатит, евкриптит, мусковіт, польовий шпат, альбіт, мікроклін.
Родовища: острів Ельба (Італія), провінція Манітоба (Канада), штати Південна Дакота, Мен, Массачусетс (США), Нейнейс, Оконгава (ПАР), Бікіта (Зімбабве), Карібіб (Намібія), Кольський півострів (Росія), Казахстан, Вестерботтен, Швеція, Мінас-Жерайс,
Бразилія.